# یواس‌اس راماپو (ای‌او-۱۲)
یواس‌اس راماپو (ای‌او-۱۲) (به انگلیسی: USS Ramapo (AO-12)) یک کشتی بود که طول آن ۴۷۷ فوت ۱۰ اینچ (۱۴۵٫۶۴ متر) بود. این کشتی در سال ۱۹۱۹ ساخته شد.